# 1866 dans le catholicisme
Chronologie du catholicisme
- 1862
- 1863
- 1864
- 1865
- 1866
- 1867
- 1868
- 1869
- 1870

Cet article présente les faits marquants de l'année 1866 dans le catholicisme.

## Évènements
- 22 juin : Création de 5 cardinaux par Pie IX.

## Naissances
- 31 janvier : Jean Louis Joseph Derouet, prélat et missionnaire français, vicaire apostolique de Loango et évêque titulaire de Camachus (de) († 4 mars 1914)
- 5 août : Anastase-Marie al-Karmali, prêtre, linguiste et philologue irakien († 7 janvier 1947)
- 16 décembre : Bienheureux Narcisse Basté Basté, prêtre jésuite espagnol, martyr († 15 octobre 1936)

## Décès
- 7 mars : Siméon-François Berneux, prélat français, vicaire apostolique de Corée et évêque titulaire de Capse (de) (° 14 mai 1814)
- 16 juillet : Thérèse Rondeau, religieuse française, fondatrice des Sœurs de Notre-Dame de la Miséricorde de Laval (° 6 octobre 1793)